# Джон Фостер

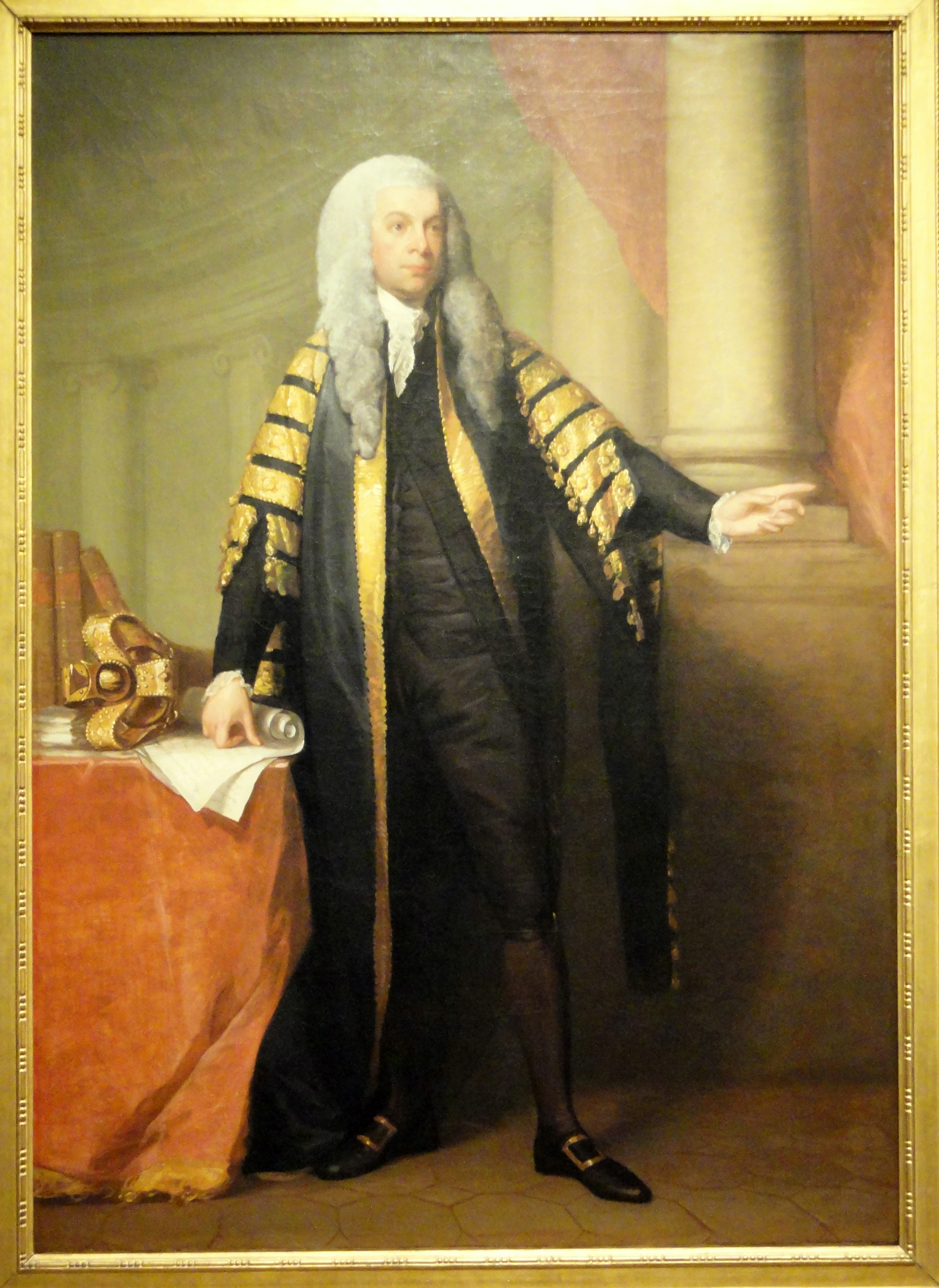
Джон Фосттер.

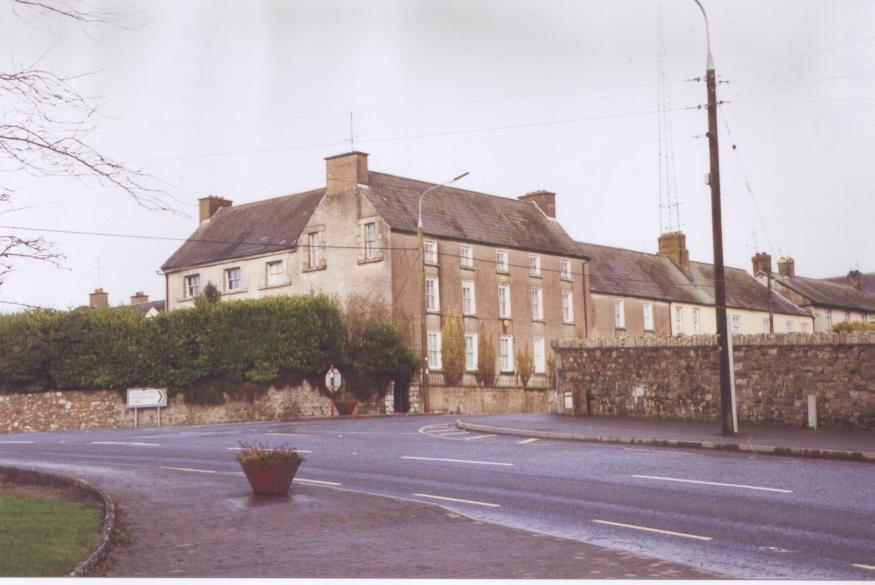
Резиденція Джон Фосттер – Коллон-Хаус.

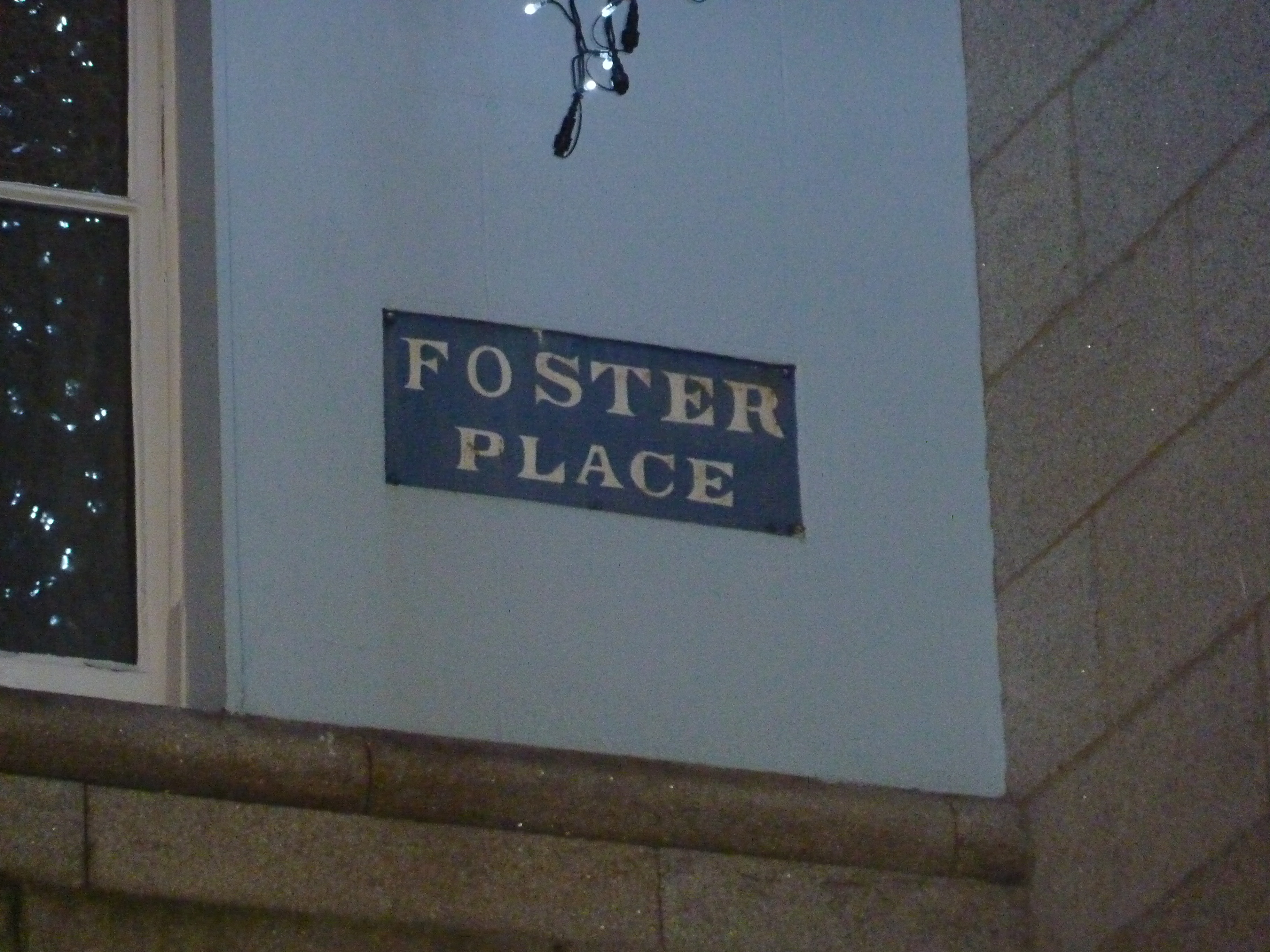
Площа в Дубліні названа на честь Джона Фостера.

Джон Фостер (1740 — 23 серпня 1828) – І барон Оріел, відомий ірландський політик, депутатат палати громад парламенту Ірландії, останній спікер Палати громад парламенту Ірландії в 1785 – 1800 роках, канцлер казначейства Ірландії (1784 – 1785, 1804 – 1806, 1807 – 1811). 

## Гасло Джона Фостера – барона Оріел
Divini Gloria Ruris – «Божественна слава країни» (лат.)

## Життєпис

### Походження і ранні роки
Джон Фостер був сином Ентоні Фостера з Данліра, графство Лаут, головного барона ірландського казначейства та його першої дружини Елізабет Берг. Дідон Джона Фостера мав ім’я теж Джон Фостер, він був депутатом Палати громад парламенту Ірландії від Данліра. Джон Фостер жив у Мервіллі, тепер це частина кампусу Дублінського університетського коледжу в Клонскі. Мервілл перейшов у власність Джона Фостера у 1778 році. Він також успадкував Коллон-Хаус у графстві Лаут від свого батька та значно покращив будинок, маєток і територію. Коллон-Хаус славився парком, садом, різноманітністю дерев і кущів. Сад славився своїми яблуками та чудовим сидром, який виготовляли в маєтку.
Батько Джона Фостера – Ентоні Фостер (1705 — квітень 1779) був відомим ірландським політиком та суддею. Він був старшим сином Джона Фостера - депутата Палати громад парламенту Ірландії від Данліра та його дружини Елізабет Фортеск’ю – молодшої доньки Вільяма Фортеск’ю з Ньюрата, що належав до клану Фортеск’ю. Пізніше голові родини Фортеск’ю дарували титул графа Клермонт. Фостери прибули до Ірландії з Камберленду. У XVII столітті Фостери придбали землі та політичний вплив у графстві Лаут. Він був головним бароном казначейства Ірландії в 1766 – 1777 роках. До свого призначення на лаву суддів він представляв виборчу округу Данлір в Палаті громад парламенту Ірландії з 1738 по 1761 рік, а потім графство Лаут з 1761 по 1767 рік. Він отримав освіту в школі в Дубліні, якою керував Томас Шерідан - друг Джонатана Свіфта та дідусь Річарда Брінслі Шерідана. Він вступив до Дублінського університету в 1722 році та отримав ступінь бакалавра мистецтв у 1726 році. Він вступив до юридичної школи Міддл-Темпл у 1726 році. Він почав працювати адвокатом в Ірландії у 1732 році. У 1760 році він став королівським радником і виконував обов’язки радника податкової ради. На відміну від багатьох своїх колег-суддів, він ніколи не обіймав посаду юриста чи сержанта. Будучи депутатом парламенту, він наполегливо працював, щоб просувати інтереси виробників ірландського льону. Немає жодних причин сумніватися в щирості його віри в цю справу (це добре узгоджується з його відомим інтересом до вдосконалення сільського господарства). Хоча Елрінгтон Болл досить цинічно зазначає, що його підтримка виробників білизни принесла йому багату винагороду, зокрема «золоту коробку». Як про оратора (що дуже цінувалося серед ірландських громадських діячів того часу) про нього погано думали, описуючи його як «повільного, сонливого та відразливого». Спочатку він одружився з Елізабет Берг - дочкою Вільяма Берга в 1736 році. Вона померла в 1744 році. У них було троє дітей: 
- Джон Фостер
- Вільям Фостер, що послідовно був єпископом Корка і Росса, єпископом Кілмора і єпископом Клогера.
- Маргарет Фостер, що вийшла заміж за Генрі Максвелла, декана Кілмора, єпископа Дромора та єпископа Міта.

Удруге він одружився з двоюрідною сестрою Єлизавети Доротеєю Берг, донькою відомого архітектора Томаса де Берг та його дружини Мері Сміт, у 1749 році. У них не було дітей. 
Ентоні Фостера не вважали найвидатнішим юристом ірландської судової лави за його життя, але стверджували, що він був найобдарованішим адвокатом і суддею свого часу загалом із його широкими інтересами в галузі права, політики, торгівлі та сільського господарства. Якщо про нього забули, можливо, це тому, що його репутація була затьмарена репутацією його ще більш обдарованого сина Джона. 

### Кар’єра
Джон Фостер був обраний депутатом Палати громад парламенту Ірландії від Данліра в 1761 році. Це місце в парламенті він займав до 1769 року. Він зробив свій внесок у фінансові та комерційні справи Ірландії, будучи призначеним канцлером казначейства Ірландії в 1784 році. Вільям Лекі відзначає, що його закон, що надає винагороди за експорт кукурудзи та накладає високі податки на її імпорт, значною мірою сприяв тому, що Ірландія стала орною країною, а не пасовищною. У 1785 році він був обраний останнім спікером палати громад Ірландії.
У 1768 році Фостер був обраний депутатом Палати громад від Навану, а в 1783 році він був обраний від округи Слайго. Обидва рази він також балотувався від Лаута, який потім вирішив представляти в парламенті. Він займав це місце депутата до Акту унії в 1801 році, проти якого він гаряче виступав. З 1785 по 1800 рік він був спікером Палати громад парламенту Ірландії. 
Його критики стверджували, що його опозиція Союзу була не стільки політичною, ніж особистою: його викликали до Лондона для консультацій, і він виявив, що до нього ставилися з презирством англійські чиновники, з якими він мав справу, які глузували з його ірландського акценту та називали його «містером Спейкером». Повернувшись до Ірландії, він розпочав кампанію опозиції до Союзу. Зрештою він відмовився віддати булаву спікера, яка зберігалася в його родині і зараз виставлена в Будинку парламенту в Дубліні (нині Банк Ірландії).
Він служив суддею графства Лаута з 1798 по 1801 рік і губернатором графства Лаут з 1798 року до своєї смерті. У 1801 році Фостер був обраний депутатом Палати громад нового парламенту Об’єднаного Королівства Великобританії та Ірландії як депутат від графства Лаут, а з 1804 по 1806 рік був канцлером казначейства Ірландії під керівництвом уряду Пітта. З 1807 по 1813 рік він був другим комісаром казначейства Ірландії, а з 1807 по 1812 рік — одним із лордів-комісарів казначейства Великобританії. У 1821 році він став пером Об’єднаного Королівства Великобританії та Ірландії як барон Оріел з Феррард, графство Лаут. Джон Фостер помер 23 серпня 1828 року.

### Родина
У 1764 році Джон Фостер одружився з Маргареттою Амелією Берг – дочкою Томаса Берга, депутата парламенту Ірландії від Лейнсборо та його дружини Енн Даунс – доньки Дайва Даунса, єпископа Корка і Росс. У Джона та Маргаретти було двоє синів і дочка. Його старший син Джон Фостер був депутатом парламенту від Данліра в 1790 – 1792 роках і помер без потомства до 18 квітня 1792 року. Цього Джона не слід плутати з його двоюрідним братом Джоном Вільямом Фостером, депутатом від Данліра 1783 – 1790 рр. Його дружина (пом. 1824 р.) у 1790 р. стала ірландською пересою, баронесою Оріел, а в 1797 році — віконтесою Феррард. Їхній молодший син, Томас Генрі (1772 – 1843) одружився з Гаррієт Скеффінгтон, віконтесою Массерін, і взяв прізвище дружини Скеффінгтон, успадкував усі ці титули. Пізніші віконти Массеріни є їхніми нащадками. У Джона та Маргаретти також була дочка Анна, яка вийшла заміж за Джеймса Блеквуда, ІІ барона Дафферін, але не мала дітей. Вона пережила свого чоловіка на багато років і померла у віці 93 років. Одна з його двоюрідних сестер одружилася з Елізабет Герві, вона ж леді Бесс Фостер, вона ж Єлизавета, герцогиня Девонширська. Його молодшим братом був лорд єпископ Фостер.